# Katarina Påhlsson
Katarina Påhlsson, född 1961, är en svensk jurist.
Katarina Påhlsson har varit som rådman och chefsrådman i Göteborgs tingsrätt, hovrättslagman i Hovrätten för Västra Sverige och utnämndes 2015 till hovrättslagman i Svea hovrätt.
Katarina Påhlsson valdes den 15 maj 2019 av riksdagen till justitieombudsman (JO). Hon tillträdde som JO den 9 september 2019.